# Tusse
Tusse, właśc. Tousin Michael Chiza (ur. 1 stycznia 2002) – kongijsko-szwedzki piosenkarz.
Reprezentant Szwecji w 65. Konkursie Piosenki Eurowizji (2021).

## Życiorys
Urodził się w Demokratycznej Republice Konga, a w wieku kilkunastu lat jako uchodźca trafił do szwedzkiej wsi Kullsbjörken, w której zamieszkał.
W 2019 zwyciężył w finale 15. edycji szwedzkiej wersji programu Idol, a dwa utwory wykonywane przez niego w programie – „How Will I Know” oraz „Rain” – zostały wydane jako single.
W 2021 zwyciężył z utworem „Voices” w programie Melodifestivalen 2021, dzięki czemu został reprezentantem Szwecji w Konkursie Piosenki Eurowizji. 18 maja wystąpił w pierwszym półfinale konkursu i z siódmego miejsca awansował do finału, który odbył się 22 maja, zajął w nim 14. miejsce po zdobyciu 109 punktów, w tym 63 pkt od telewidzów (11. miejsce) i 46 pkt od jurorów (17. miejsce).

## Dyskografia

### Single
| Rok  | Tytuł                    | Najwyższe pozycje na listach | Najwyższe pozycje na listach | Najwyższe pozycje na listach | Najwyższe pozycje na listach | Najwyższe pozycje na listach | Najwyższe pozycje na listach | Najwyższe pozycje na listach | Najwyższe pozycje na listach | Najwyższe pozycje na listach | Najwyższe pozycje na listach | Certyfikat             | Album |
| Rok  | Tytuł                    | SWE                          | BEL (FL)                     | NLD                          | IRL                          | ICE                          | LTU                          | LAT                          | NOR                          | SWI                          | UK Down.                     | Certyfikat             | Album |
| ---- | ------------------------ | ---------------------------- | ---------------------------- | ---------------------------- | ---------------------------- | ---------------------------- | ---------------------------- | ---------------------------- | ---------------------------- | ---------------------------- | ---------------------------- | ---------------------- | ----- |
| 2018 | „My Soul is Calling You” | –                            | –                            | –                            | –                            | –                            | –                            | –                            | –                            | –                            | –                            | brak                   | –     |
| 2018 | „A Better You”           | –                            | –                            | –                            | –                            | –                            | –                            | –                            | –                            | –                            | –                            | brak                   | –     |
| 2019 | „How Will I Know”        | –                            | –                            | –                            | –                            | –                            | –                            | –                            | –                            | –                            | –                            | brak                   | –     |
| 2019 | „Rain”                   | 63                           | –                            | –                            | –                            | –                            | –                            | –                            | –                            | –                            | –                            | brak                   | –     |
| 2020 | „Innan du går”           | –                            | –                            | –                            | –                            | –                            | –                            | –                            | –                            | –                            | –                            | brak                   | –     |
| 2020 | „Jag tror på sommaren”   | –                            | –                            | –                            | –                            | –                            | –                            | –                            | –                            | –                            | –                            | brak                   | –     |
| 2020 | „Crash”                  | –                            | –                            | –                            | –                            | –                            | –                            | –                            | –                            | –                            | –                            | brak                   | –     |
| 2021 | „Voices”                 | 1                            | 61                           | 56                           | 99                           | 15                           | 19                           | 2                            | 11                           | 66                           | 31                           | - SWE: platynowa płyta | –     |